# Carvalho de Rei
Carvalho de Rei era una freguesia portuguesa del municipio de Amarante, distrito de Oporto.

## Historia
Carvalho de Rei era una de las escasas freguesias territorialmente discontinuas de Portugal, puesto que una parte de la misma, denominada Lugar de Pardinhas, que representaba aproximadamente el 10% del total territorial de la freguesia, constituía un exclave, situado al este del territorio principal y enclavado casi totalmente en el territorio de la antigua freguesia de Bustelo, salvo por un límite de unos pocos centenares de metros con la antigua freguesia de Carneiro y con la de Loivos do Monte, esta última perteneciente al municipio de Baião.
Fue suprimida el 28 de enero  de 2013, en aplicación de una resolución de la Asamblea de la República portuguesa promulgada el 16 de enero de 2013 al unirse con las freguesias de Bustelo y Carneiro, formando la nueva freguesia de Bustelo, Carneiro e Carvalho de Rei.